# Рашелл Клейтон
Рашелл Клейтон (англ. Rushell Clayton, нар. 18 жовтня 1992) — ямайська легкоатлетка, яка спеціалузіється в бар'єрному бігу.
На світовій першості-2019 здобула «бронзу» в бігу на 400 метрів з бар'єрами.